# Weihergraben (Fränkische Rezat, Bechhofen)
Der Weihergraben ist ein 700 Meter langer Bach, der bei Bechhofen im Landkreis Ansbach von rechts und Westen in die Fränkische Rezat mündet.

## Verlauf
Der Weihergraben entspringt im Waldgebiet Kieselhölzer und fließt etwa 400 Meter in nordöstlicher Richtung, um dann zu versickern. Die Wasserführung bis zur Fränkischen Rezat ist scheinbar abhängig von den Niederschlagsmengen. In der Bayerischen Uraufnahme ist der Bach nicht verzeichnet.

### BayernAtlas („BA“)
Amtliche Online-Gewässerkarte mit passendem Ausschnitt und den hier benutzten Layern: Lauf und Einzugsgebiet des Weihergrabens

Allgemeiner Einstieg ohne Voreinstellungen und Layer: BayernAtlas der Bayerischen Staatsregierung (Hinweise)
1. 1 2  Höhe abgefragt auf dem Hintergrundlayer Amtliche Karte (Rechtsklick).
2. ↑  Länge abgemessen auf dem Hintergrundlayer Amtliche Karte.
3. ↑  Einzugsgebiet abgemessen auf dem Hintergrundlayer Amtliche Karte.
4. ↑  Bayerische Uraufnahme. In: BayernAtlas. LDBV, abgerufen am 31. Dezember 2024.